# 멀티 테프트 오토
멀티 테프트 오토(Multi Theft Auto, MTA)는 록스타 노스 게임인 그랜드 테프트 오토 III, 그랜드 테프트 오토: 바이스 시티, 그랜드 테프트 오토: 산 안드레아스의 마이크로소프트 윈도우 버전용 멀티플레이어 수정판으로, 온라인 멀티플레이어 기능을 추가한다. 그랜드 테프트 오토: 산 안드레아스의 경우, 이 모드는 록스타의 렌더웨어 해석에 대한 파생 엔진으로도 사용된다.

## 역사

### 배경
비평가들의 극찬을 받은 샌드박스 스타일의 액션 어드벤처 컴퓨터 및 비디오 게임으로 DMA 디자인(현재 록스타 노스)이 개발한 그랜드 테프트 오토 III의 출시는 그랜드 테프트 오토 (GTA) 시리즈의 첫 3D 타이틀이었다. 성공에도 불구하고, 이전 타이틀에는 있었던 네트워크 멀티플레이어 게임플레이 기능이 없는 첫 번째 그랜드 테프트 오토 게임이었는데, 이 기능은 플레이어들이 컴퓨터 망을 통해 연결하여 다른 사람들과 게임을 할 수 있게 해주었다.
멀티 테프트 오토의 첫 번째 버전인 그랜드 테프트 오토 III: 얼터너티브 멀티플레이어는 이미 존재하는 치팅 도구를 확장하여 게임을 컴퓨터 네트워크를 통해 매우 조잡한 형태의 2인 레이싱으로 플레이할 수 있게 하는 기능을 추가함으로써 이러한 격차를 메우려고 시도했는데, 이는 순전히 개념 증명이었다. 이는 현재는 없어진 XBAND 서비스가 게임 메모리를 조작하여 온라인 멀티플레이어 기능을 추가하는 방식과 유사했다. 점점 더 나은 게임플레이와 다른 개선 사항을 포함한 새로운 버전의 멀티 테프트 오토는 소규모 개발자 팀에 의해 동일한 게임 조작 개념을 기반으로 출시되었다.
후속작인 그랜드 테프트 오토: 바이스 시티가 출시되면서 이 컴퓨터 게임 타이틀 역시 어떤 형태의 네트워크 게임플레이도 부족하다는 것이 명확해졌다. 멀티 테프트 오토 소프트웨어는 이후 이 타이틀에 대한 지원을 포함하도록 확장되었고, 결국 이 타이틀과 Blue라고 불리는 새로운 소프트웨어 프레임워크 개념에 전체 초점을 맞추게 되었다. 원래 개념(메모리를 통한 게임 조작)은 성능 및 안정성에 대한 다양한 문제로 인해 종종 애플리케이션 충돌을 초래하는 경향이 있었기 때문에, 이 새로운 프레임워크는 후속작으로 만들어졌으며 모든 미래 멀티 테프트 오토 소프트웨어의 기초를 놓았다.

### 개발
최신 멀티 테프트 오토 버전은 코드 인젝션 및 후킹 기술을 기반으로 하며, 게임에 제공된 원본 파일을 변경하지 않고 게임을 조작한다. 이 소프트웨어는 원본 게임의 확장으로 설치되는 게임 엔진으로 작동하며, 네트워킹 및 GUI 렌더링과 같은 핵심 기능을 추가하고, 스크립트 언어를 통해 원본 게임의 엔진 기능을 노출한다.
멀티 테프트 오토: 산 안드레아스 프로젝트는 오픈 소스 프로젝트로 수정 및 재시작되었으며, 이전 버전은 모두 뒤로 남겼다. 소스 코드는 GPLv3 라이선스 하에 허가되었으며 깃허브에서 이용할 수 있게 되었다.

## 멀티 테프트 오토: 산 안드레아스
멀티 테프트 오토의 최신 릴리스는 게임 그랜드 테프트 오토: 산 안드레아스용이며, 수년간 개발되어 현재까지도 활발히 유지보수되고 있는 오픈 소스 게임 엔진을 기반으로 한다. 이 엔진은 Lua 스크립팅 머신을 통해 원본 게임 기능의 상당 부분을 노출함으로써 사용자가 자신만의 게임 모드와 맵을 만드는 데 필요한 모든 도구를 제공한다.
이 소프트웨어의 초기 버전은 "Race"라고 불렸으며 2006년 1월 22일 일요일에 첫 플레이 가능한 콘텐츠가 공개되었다. 이 버전은 네트워크 차량 경주 게임 모드와 사용자가 사용자 정의 환경 및 경주를 만들 수 있는 맵 편집기를 특징으로 했다. 엔진 초기 형태의 고급 특성으로 인해 개발자들은 체크포인트, 스폰 지점, 파워업 및 램프부터 폭발하는 배럴에 이르는 다양한 개체와 같은 게임플레이 요소를 추가하기 위한 정교한 통합 위지위그 편집기를 개발할 수 있었다.
"Deathmatch"라고 불리는 후속 릴리스는 사용자와 개발자가 확장할 수 있는 최소한의 샌드박스 스타일 게임플레이를 제공하여 "Race"를 개선하도록 설계되었다. 이 릴리스의 제작은 초기 릴리스 직후에 시작되었지만, 개발 팀의 초점 부족으로 인해 정체되었다. 많은 새로운 기능이 도입되면서, 이러한 기능의 지속적인 도입은 수정의 안정적이고 최종적인 버전을 지연시켰다. 대신, 개발 단계 동안 여러 온라인 시설이 도입되어 방문자들이 코드 저장소에 변경 사항이 있을 때 소프트웨어 개발 과정을 추적하여 수정 진행 상황에 대한 주목할 만한 업데이트를 보여줄 수 있게 했다.
첫 번째 "Deathmatch" 후속작은 2008년 1월 2일 완전히 플레이 가능한 버전으로 소개되었으며, 사용자 정의 게임플레이 콘텐츠 및 유틸리티의 제3자 개발을 촉진하기 위해 "Developer Preview"로 태그되었다. 이 버전 다음에는 여러 새로운 기능과 수정 사항을 도입한 두 번째 "Developer Preview"가 출시되었고, 그 후 오픈 소스 재출시로 이어진 대대적인 코드 재구성 기간이 이어졌다. 이 재출시는 2008년 11월 21일 금요일 GPLv3 라이선스 하에 이루어졌다.
2008년 8월 22일 토요일, 멀티 테프트 오토: 산 안드레아스 v1.0은 첫 번째 오픈 소스 릴리스로 공식 배포되었다. 이 릴리스는 소프트웨어의 다용성을 강조하기 위해 제품명에서 이제는 구식이 된 "Deathmatch" 태그를 제거했다. 게임플레이 기능은 전적으로 스크립팅 언어에 의해 제공되므로, 사용자는 자신만의 스크립트와 기타 콘텐츠 조합을 선택하거나 개발하여 자신만의 게임 유형을 사용자 정의하고 호스팅할 수 있다.

### 콘텐츠 배포 및 개발
초기 "Deathmatch" 버전과 그 기반 엔진은 수정 기능에 대한 일련의 관련 변경 사항과 온라인 커뮤니티 콘텐츠 전송 시스템의 도입을 제시했다. 이 웹사이트를 사용하여 등록된 사용자(예: 플레이어, 서버 관리자 또는 개발자)는 서버에서 플레이하는 동안 게임 내 통계를 축적하거나 사용자 정의 생성 콘텐츠를 다른 사용자와 공유할 수 있다.
타사 콘텐츠는 게임을 호스팅하는 서버(예: 특정 게임 모드에 대한 기능을 제공)와 게임을 플레이하는 클라이언트(예: 그래픽 프론트엔드 또는 사용자별 로컬 콘텐츠를 게임 모드에 제공) 모두에 Lua 스크립트 언어를 추가하여 가능해진다. 그런 다음 다른 스크립트는 이들 중 하나에서 병렬로 실행될 수 있으며, 이벤트를 사용하여 서로 통신한다.
사용자 지정으로 생성된 콘텐츠는 서버 측에서 호스팅되는 "리소스"로 그룹화된다. 이는 모든 스크립트 파일, 사용자 지정 콘텐츠(예: 이미지, 3D 모델, 텍스처 및 충돌 파일) 및 메타데이터 파일을 단일 압축 파일 또는 디렉터리 안에 압축하는 패키지 기반 시스템이다. 그런 다음 특정 콘텐츠는 모든 연결된 플레이어에게 업로드되도록 표시될 수 있으며, 이를 통해 Lua 코드의 클라이언트 사이드 실행이 가능해진다. 이 시스템은 패키지 종속성 및 다른 패키지 간의 함수 상속, 쉬운 관리 및 배포를 허용한다.

### 기능 요약
- 멀티 테프트 오토는 GUI, 네트워크, 게임 및 스크립팅 코드와 같은 여러 기능을 분리하기 위해 모듈러 플랫폼을 사용하며, 코드를 메모리 프로세스에 주입하는 대신 이러한 기능을 게임에 로드한다. 이는 안정성, 속도를 향상시키고 더 나은 파일 관리를 가능하게 한다.
- 원본 그랜드 테프트 오토 GUI를 대체하는 프리웨어 CEGUI 시스템을 사용하여 멀티 테프트 오토가 서버 브라우저와 같은 게임 내 사용자 상호 작용을 위해 자체 위젯을 그릴 수 있게 하고, 타사 리소스에서 스크립팅을 허용한다.
- 다용도 스크립팅 함수 세트. 그랜드 테프트 오토 자체의 클래스 기반 설계를 기반으로 구축하고, 이를 클라이언트 및 서버에 구현하며, 이 둘 사이를 동기화함으로써, 타사 개발자는 Lua 스크립팅 언어를 통해 각 플레이어 게임의 거의 모든 측면을 제어할 수 있다. 애니메이션, 폭발, 파티클, 스킨, 무기, 차량, 개체 및 플레이어와 같은 네이티브 요소뿐만 아니라 사용자 지정 3D 모델과 같은 새로운 요소도 제어할 수 있다.

## 게임플레이
데스매치, 롤플레이, 레이스 게임플레이 옵션을 이용할 수 있다. 일부 게임플레이 요소에는 체크포인트, 스폰 지점, 파워업, 무기, 그리고 램프부터 폭발하는 배럴까지 다양한 개체가 포함된다. 많은 온라인 서버에는 멀티 테프트 오토와 함께 제공되는 스크립팅 엔진을 사용하는 사용자 지정 게임 모드가 있다. 예를 들어, MTA:SA의 일부 게임 모드로는 플레이어가 산 안드레아스의 지도 전체를 자유롭게 돌아다닐 수 있는 프리롬(Freeroam)이 있고, 레이스, 파괴/철거 더비, 팀 데스매치와 같은 경쟁적인 게임 모드가 있으며, 폴아웃(Fallout)에서는 플레이어가 공중, 유리판 플랫폼에서 캐릭터를 스폰하며, 이는 표시 후 갑자기 떨어지는데, 플레이어는 떨어지는 조각에서 온전한 조각으로 점프해야 하며, 마지막 생존 플레이어가 승리한다. 폴아웃의 원리는 플레이어가 건초 더미를 먼저 올라가야 하는 헤이(Hay)와 유사하다. 후자의 모드는 또한 MTA 스크립팅 엔진에서 얼마나 많은 게임 모드와 스크립트를 만들 수 있는지, 무한한 가능성과 변화를 보여준다.
실생활 롤플레잉, 고전 RPG, 그리고 다양한 게임 모드를 때로는 하나의 서버에서 모두 제공하는 게임 커뮤니티와 같은 특정 게임 서버 및 커뮤니티의 많은 장르가 있다.
오늘날 멀티 테프트 오토(MTA:SA)의 산 안드레아스 버전이 포함하는 평균 게임 서버 수는 3000~4000개이며, 매월 60만 명 이상의 플레이어가 서버에 분산되어 있다. 가장 인기 있는 게임 서버는 게임 내에서 꾸준히 평균 200~1000명의 온라인 플레이어를 유지한다.

## 평가
멀티 테프트 오토 프로젝트는 또한 여러 언론 매체에서 다양한 기사의 주제가 되었다. 가장 두드러진 것은 G4 TV의 보도, Fileplanet의 프론트페이지 보도와 함께 독점 릴리스, 그리고 PC 게이머 및 Total PC Gaming과 같은 출판 잡지의 특집 기사이다.